# دانشکده مهندسی عمران دانشگاه تبریز
دانشکدهٔ مهندسی عمران دانشگاه تبریز یکی از دانشکده‌های فنی زیرمجموعهٔ این دانشگاه است که در سال ۱۳۸۲ خورشیدی تأسیس شده‌است. این دانشکده تا سال ۱۳۸۲ خورشیدی یکی از گروه‌های مهندسی دانشکدهٔ فنی به‌شمار می‌رفت و در این سال به دنبال تفکیک دانشکده‌های مهندسی مکانیک و مهندسی برق و کامپیوتر، این دانشکده نیز تفکیک و مستقل شد.

## پیشینه
در سال ۱۳۳۷ خورشیدی گروه مهندسی عمران دانشکدهٔ فنی دانشگاه تبریز با پذیرش دانشجو در دورهٔ پنج‌ساله رشتهٔ مهندسی راه و ساختمان در مقطع کارشناسی ارشد پیوسته تأسیس شد. همچنین رشتهٔ آب در سال ۱۳۶۲ خورشیدی در دانشکدهٔ فنی راه‌اندازی شد و به‌تبع آن گروه آب نیز در این دانشکده ایجاد و راه‌اندازی گردید. گروه نقشه‌برداری نیز در سال ۱۳۷۳ خورشیدی و با ارتقای بخش نقشه‌برداری از مقطع کاردانی به کارشناسی ایجاد شد.
در سال ۱۳۷۲ خورشیدی رشتهٔ سازه در گروه فنی-مهندسی عمران دانشکدهٔ فنی به‌عنوان نخستین دورهٔ دکتری در این گروه در دانشگاه تبریز ایجاد شد. پس از آن رشته‌های آب، خاک و پی، راه و ترابری و مهندسی زلزله نیز در گروه فنی-مهندسی عمران راه‌اندازی شدند. همچنین در سال ۱۳۸۳ خورشیدی، دکتری آب و سازه‌های هیدرولیکی و در سال ۱۳۸۵ خورشیدی کارشناسی ارشد سازه‌های دریایی و در سال 1391 خورشیدی کارشناسی ارشد ژئودزی از زیر شاخه‌های مهندسی نقشه برداری به عنوان اولین گرایش کارشناسی ارشد رشتهٔ نقشه برداری در این دانشگاه و در سال 1392 خورشیدی کارشناسی ارشد مهندسی محیط زیست نیز در این دانشکده ایجاد شدند.
در سال ۹۴ اولین دوره دانشجویان کارشناسی ارشد مهندسی خطوط راه آهن در این دانشکده پذیرش شدند.

## امکانات

### آزمایشگاه
دانشکدهٔ فنی-مهندسی عمران دارای ۷ آزمایشگاه می‌باشد:
- آزمایشگاه تکنولوژی بتن
- آزمایشگاه سازه و مقاومت مصالح
- آزمایشگاه فتوگرامتری
- آزمایشگاه کارتوگرافی
- آزمایشگاه مصالح ساختمانی
- آزمایشگاه مکانیک خاک
- آزمایشگاه مکانیک خاک پیشرفته

### سایت کامپیوتری
سایت‌های کامپیوتری دانشکدهٔ فنی-مهندسی عمران در سال ۱۳۸۰ خورشیدی راه‌اندازی شده‌اند. این سایت‌ها که به سه بخش کارشناسی، کارشناسی ارشد و دکتری تقسیم می‌شوند، در ساختمان شمارهٔ ۶ این دانشکده قرار گرفته‌اند.

### کتابخانه
کتابخانه دانشکدهٔ فنی-مهندسی عمران دارای ۱۱٬۰۰۰ جلد کتاب، ۱۳ عنوان مجله علمی و ۸ عنوان مجله الکترونیکی است. مجلهٔ مهندسی عمران و محیط زیست که مخصوص مهندسی عمران است، به‌صورت منظم چاپ گردیده و در سطح ایران منتشر می‌شود. اتاق‌ها و قرائتخانه‌های مجهز نیز در این کتابخانه در دست احداث‌اند.

## گروه‌های آموزشی
دانشکدهٔ فنی-مهندسی عمران هم‌اکنون از چهار گروه آموزشی «مهندسی آب»، «مهندسی ژئوتکنیک»، «مهندسی سازه» و «مهندسی نقشه‌برداری» تشکیل یافته‌است. همچنین گروه معماری نیز از زیر مجموعه‌های این دانشکده می‌باشد .

### مهندسی آب و محیط زیست
- مهندسی و مدیریت منابع آب
- سازه‌های دریایی
- سازه‌های هیدرولیکی
- مهندسی محیط زیست

### مهندسی ژئوتکنیک(مکانیک خاک و پی)
- مهندسی ژئوتکنیک ( مکانیک خاک و پی)

مهندسی خطوط راه آهن

### مهندسی سازه
- سازه
- مهندسی زلزله

### عمران
- مهندسی عمران(کارشناسی)

### مهندسی نقشه‌برداری
- نقشه‌برداری

سنجش از دور (کارشناسی ارشد)
ژئودزی (کارشناسی ارشد)

### معماری
- مهندسی معماری (کارشناسی)
- شهرسازی - طراحی شهری (کارشناسی ارشد)